# Rêve éveillé (album)
Pour l’article homonyme, voir Rêve-éveillé.
Albums de Buzy
Rebel Best of
Rêve éveillé est le cinquième album studio de la chanteuse Buzy.

## Titres
1. Le ciel est rouge (Buzy / R. Musumarra) 5:24
2. Les années Lula (Buzy) 3:37
3. Rêve éveillé (Buzy / Buzy - J. Roussel) 4:16
4. Histoire de vie (Buzy / R. Storey) 3:58
5. Ligne brisée (Buzy / Buzy - S. Glanzberg) en duo avec Jonathan Perkins 3:17
6. La vie c'est comme un hôtel (Buzy) 3:09
7. Génération (P. Vidal / L. Jeane - D. Florean) 4:49
8. Jour de lenteur (Buzy - R. Storey) 3:54
9. Self défense (Buzy) 3:47
10. Morceaux de nuit (Buzy) 4:21

## Crédits
(1, 4, 6, 7, 9, 10) : réalisation Buzy, Laurent Jeane 

arrangements Laurent Jeane 

(2, 3, 5, 8) : réalisation Buzy, Claude Sacre 

arrangements Buzy, Claude Sacre 

- Guitares, basses, chœurs, melodica, claviers : Laurent Jeane
- Programmation synthé : Claude Sacre
- Guitares acoustiques : Slim Pezin, Laurent Jeane, Claude Sacre
- Trompette bouchée : Christian de Cheurotel, Éric Giausserand

- Enregistré aux studios Mixit et Pasteur
- Mixé au studio du Palais des Congrès par Manu Guiot
- Ingénieur du son : S. Glanzberg, sauf prise de voix sur Le ciel est rouge et Ligne brisée par Manu Guiot

## Singles
- Le ciel est rouge - 1993
- La vie c'est comme un hôtel - 1994
- Les années Lula - 1994